# 树顶旅馆
树顶旅馆（英語：Treetops Hotel）是肯尼亚阿伯德尔国家公园内的一家酒店，距离涅里约16公里，位于阿伯德尔山脉海拔1,966公尺处，接近肯尼亚山。酒店最初由埃里克·舍布鲁克·沃克兴建，並于1932年11月开业，最初是一座简陋两室树屋，建在阿伯德尔国家公园的树梢上，可让客人近距离观赏当地野生动物，後发展成为拥有35间客房的酒店。在1954年的茅茅起义中一度被肯尼亚土地与自由军烧毁，之后，该旅馆在同一个水坑附近重建，并成为外国游客来访肯尼亚的热门下榻地。旅馆业包括观景休息室和隐蔽的地面摄影处，客人可以从那里观察附近国家公园內的野生动物。
该旅馆因曾接待英国女王伊丽莎白二世而著称，1952年2月5日，当时的伊丽莎白公主到公园游览並下榻於此旅馆，当日，其父英王乔治六世驾崩，她翌日下树後即成为英國暨其他大英國協王國女王及大英國協元首。

## 历史

### 初期
埃里克·舍布鲁克·沃克是一名退役的英军少校，他於1920年代移居至英属肯尼亚的阿伯德尔山區，开设了奥斯潘旅馆，他修筑树顶旅馆的最初想法是为他的妻子贝蒂夫人建造一座树屋，1932年，这对夫妇在阿伯德尔山區的一棵树龄300年的无花果树上监造了这座两室的树屋；後作为奥斯潘旅馆的附属设施使用。树屋特意建在通往附近水坑的动物小径旁，因此时常有野生动物光顾当地，而工人和监工也经常被野生动物赶走而无法正常施工，这增加了人工成本。
这座建筑最初仅在周三晚上开放，作为奥斯潘旅馆酒店住客的夜景平台；虽然提供了床铺，但这些床铺主要用于休息或打盹，而不是睡觉。不断增长的住宿需求促使沃克夫妇扩大规模，以容纳更多游客过夜。1952年，伊丽莎白公主和她的丈夫爱丁堡公爵菲利普亲王作为沃克夫妇的私人宾客，访问了树顶小屋。当时，树顶小屋已经经过加固，容量增至四间，其中一间供常驻猎人使用。

### 公主来访

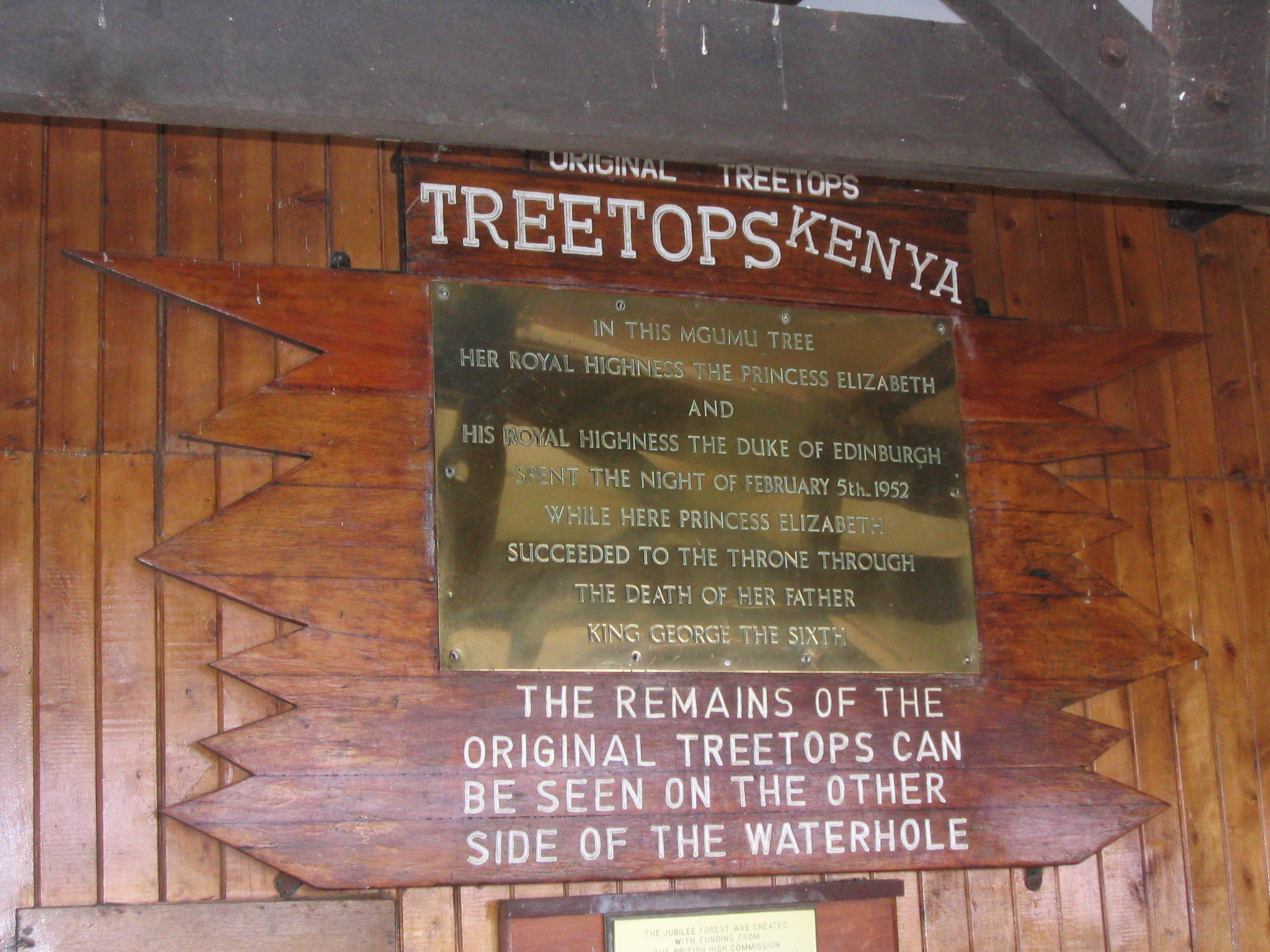
旅馆内纪念伊丽莎白二世来访的铜牌

1952年2月5日，身为英国王室公主的伊丽莎白和丈夫愛丁堡公爵菲臘親王访问肯尼亚，并作为沃克夫妇的私人宾客入住了树顶酒店。此次访问增强了树顶酒店的影响力。公主入住当晚，其父乔治六世国王也因病驾崩，第二天清晨，伊丽莎白下树後便已成为英国女王:909，不过她在2月6日下午2点45分回到涅里萨加纳行宫後才得知了父王逝世的消息，这使得树顶酒店自身成为全球主流媒体争相报导的对象。她也因此成为乔治一世国王以来第一位在王位继承时身处国外的英国君主，乔治嗣位时身在德国:158。当年陪同伊丽莎白公主的向导吉姆·科贝特亦说：
世界上第一次有一个年轻女孩在爬上树前还是公主，在经历了她所描述的最激动人心的经历后，第二天她从树上下来，就成为了女王——愿上帝保佑她。

### 毁于兵燹与重建
1952年，基庫尤人领导的肯尼亚土地与自由军发动茅茅起义，其中有不少起义者逃往阿伯德尔国家公园及肯尼亚山区之间的森林，並以此为根据地反抗英军:37-38，树顶旅馆也在1953年、1954年5月遭到起义军破坏，为了平定这场动乱，英国决定派遣陸軍將領區士覲爵士前往肯尼亚指挥作战，最终，肯尼亚土地与自由军被英军赶出阿伯德尔公园，起义也遭到镇压，宣告失败:25:83。1957年，埃里克·舍布鲁克·沃克在树顶旅馆的原址对面建造了新的旅馆。而英国女王伊丽莎白二世也在1983年11月回访了重建后的树顶旅馆。

## 现状

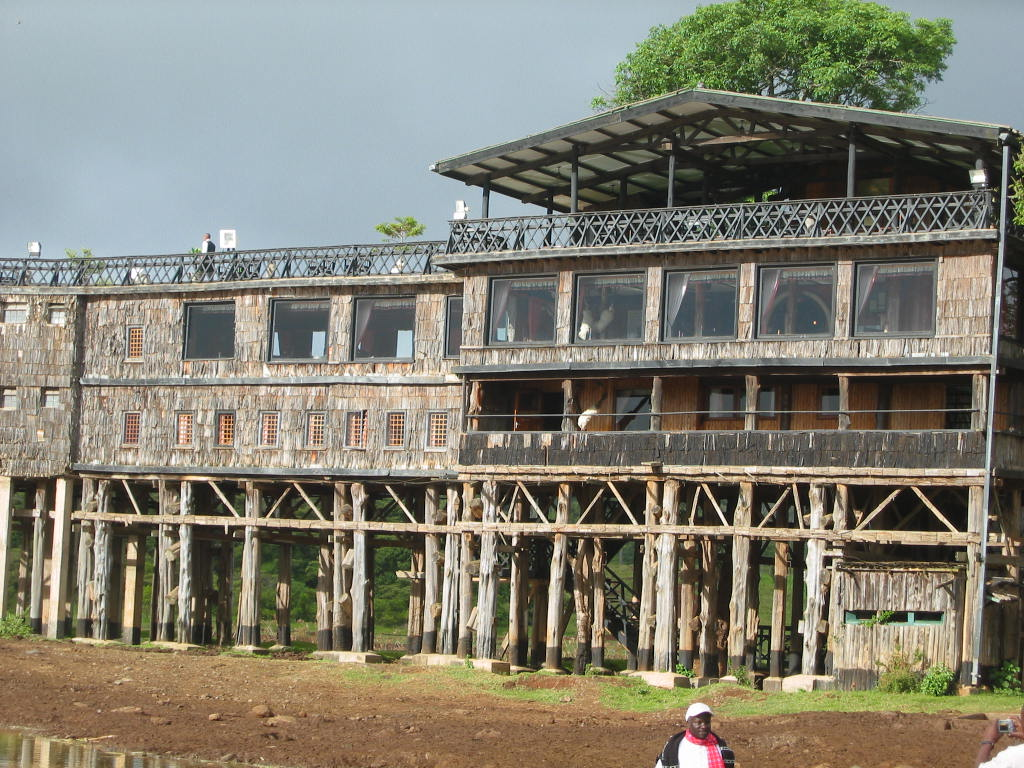
从树顶旅馆的三楼可以远眺公园內的雪山、森林及湖泊

树顶旅馆位于肯尼亚阿伯德尔国家公园內的树上，周边有草地與水坑，旅馆为木结构楼房，共有三层，底部由树桩撑起，连接各楼层的楼梯围绕一棵大树盘旋而上，一层为大厅、设有酒吧、悬空走廊，二三楼则设有客房、餐厅，但洗手间是公用的，房间內亦无網際網路连接，伊丽莎白二世曾入住的房间內还挂有女王及王夫的相片，在旅馆三楼可以远眺公园內雪山、森林及湖泊，並可以近距离接触、观察大象、犀牛、野牛及羚羊等野生动物，旅馆內还放置有纪念伊丽莎白二世来访的铜牌，以及女王记录她入住该旅馆当晚景象的日记纸。在嚴重特殊傳染性肺炎疫情期间，旅馆一度被迫关闭，2024年8月，旅馆恢复接待观光客。

## 知名访客
在投入使用初期，除了英国女王伊丽莎白二世及愛丁堡公爵菲臘親王外，树顶旅馆还曾接待过英国演员卓别林、美国演员瓊·克勞馥、蒙巴頓勳爵、貝登堡勳爵及夫人。披头士乐队成员保罗·麦卡特尼、该乐队的巡演经理马尔·艾文斯也曾在1966年来访这座旅馆。